# Иссинг, Отмар
Отмар Иссинг (нем. Otmar Issing; род. 27 марта 1936, Вюрцбург, Бавария) — немецкий финансист, профессор. Действительный член Европейской академии наук и искусств. Почётный доктор трёх университетов.

## Биография
Окончил гуманитарную гимназию в Вюрцбурге (1954). Затем один год изучал классическую филологию в Вюрцбургском университете, после чего в 1955—1960 годах там же экономику. В том же университете на факультете права и экономики докторат по экономике в 1961 году и хабилитация в 1965 году с правом преподавания в вузах (venia legendi) экономической теории и экономической политики.
В 1960—1966 годах ассистент-исследователь Института экономики и социальных наук Вюрцбургского университета. В 1965—1966 годах лектор Вюрцбургского университета.
в 1967—1973 годах полное профессорство на факультете экономики и социальных наук Университета Эрлангена — Нюрнберга, директор института международных экономических отношений.
В 1973—1990 годах полное профессорство в Вюрцбургском университете.
В 1990—1998 годах член Совета директоров Центробанка Германии.
В 1998—2006 годах член Совета правления Европейского центробанка (ЕЦБ) — главный экономист, отвечал за исследовательское и экономическое направление работы ЕЦБ.
С 2006 года президент Центра финансовых исследований Франкфуртского университета им. Гёте, почётный профессор университета (2007). Также является почётным профессором Вюрцбургского университета (1991).
С 2007 года международный советник «Goldman Sachs».
В 2008—2012 годах возглавлял группу советников по новому финансовому порядку канцлера ФРГ Меркель.
Бывший член Немецкого совета экономических экспертов.

## Награды
- 2004 Медаль Бернарда Хармса
- 2006 Орден Заслуг (Люксембург), гранд-офицер